# Cornelis Röell
Jhr. Cornelis Röell (Amsterdam, 25 november 1867 − Baarn, 24 maart 1907) was van 1 juli 1895 - 24 maart 1907 burgemeester van Eemnes. 
Zijn voorganger Binnert Philip de Beaufort was burgemeester zowel van Eemnes als van Baarn. Toen deze twee gemeentes samen meer dan 5000 inwoners hadden, moesten ze gescheiden worden. Eemnes kreeg Röell als burgemeester, De Beaufort bleef nog twee jaar burgemeester van Baarn. 
Eemnes-Buiten en Eemnes-Binnen hadden in 1895 samen 1261 inwoners. Toen Röell burgemeester werd, werd de raadzaal in 'De Lindeboom' als gemeentesecretarie gebruikt. De bevolking, de laatste jaren enigszins gekrompen, breidde zich langzaam weer uit. 
Röell woonde hij in Baarn, op zijn verzoek stond de koningin toe dat hij daar tot 1 juli 1900 mocht blijven wonen.
In 1898 werd koningin Wilhelmina ingehuldigd. Een Eemnesser was voorzitter van de Eerste Kamer en zwoer haar trouw namens de parlementariërs. 
In januari 1899 zette een storm en aanhoudende regen de Meent- en Maatpolder onder water. Daarna besloten 17 boeren hun 149 koeien te verzekeren bij de op 2 maart opgerichte 'Onderlinge Veeverzekering'.
Op 1 januari 1900 waren er 1308 inwoners. Met (anoniem) geld van koningin Emma werd de Grote Kerk in Eemnes-Buiten gerestaureerd en werd er een speciale kerkbank voor haar aangebracht.
Op 28 mei 1907 werd zijn opvolger geïnstalleerd.

## Privé
Röell was een lid van de familie Röell en een zoon van mr. Willem baron Röell (1837-1915) en jkvr. Johanna Isabella Dedel (1842-1918). Hij trouwde in 1896 met jkvr. Maria Henriette Rutgers van Rozenburg (1872-1923), lid van de familie Rutgers van Rozenburg, met wie hij vier kinderen kreeg, onder wie de burgemeesters jhr. mr. Herman Hendrik Röell (1899-1951) en jhr. mr. Willem Fredrik Röell (1903-1984). Omdat hij voor zijn vader overleed werd hij nooit baron; die titel ging na het overlijden van zijn vader over op zijn oudste zoon: mr. Willem baron Röell (1897-1971). Röell werd begraven op de Oude algemene begraafplaats Berkenweg in Baarn.